# Либера, Збигнев
Збигнев Станислав Либера (пол. Zbigniew Stanisław Libera; 7 июля 1959 года) — польский художник, автор инсталляций и видео-инсталляций, фотограф и перформер, создатель художественных объектов.

## Биография
С 1979 года учился на Педагогическом факультете Университета Николая Коперника в Торуне. Учёбу бросил после первого года, после чего сотрудничал с лодзьским художественным обществом «Strych». В начале 1980-х годов включился в работу «Солидарности», для которой печатал листовки, а в 1981 году, после введения военного положения, также листовки и плакаты против усмирение бунта в шахте «Вуек» в Катовице.
Его первая выставка состоялась весной 1982 года. В августе художник был арестован службой безопасности по обвинению в печатании подпольной прессы. Был осужден военным судом в Лодзе; отбыл 1,5 года в тюрьмах Лодзи и Хрубешова. Это время было основополагающим в формировании творческой личности Либеры. С амнистией художник начал сотрудничество с лодзьской артистической средой «Kultura Zrzuty», был соредактором. Серьёзное влияние на развитие художественной речи Збигнева Либеры имели София Кулик, Ян Свидзинский, Анастазий и Анджей Партум. С 2008 по 2009 гг. работал профессором Академии изобразительных искусств в Праге. Сотрудничает с Галереей «Raster».

## Творчество
Збигнев Либера является признанным лидером и пионером критического искусства, так называемого искусства тела и эстетики Квир, которую ввёл под конец 1980-х годов в собственных фотографических автопортретах. В своих трудах анализирует и критикует общепринятые конвенции, массовую культуру, традиционные модели воспитания. Исследует отношение между методикой воспитания детей и существующим восприятием телесности, создавая, между прочим, макабрические игрушки. Ставит вопрос манипуляции образами в СМИ. Главной целью его творчества остается, прежде всего, собственный опыт — споры с действительностью.
Одной из наиболее известных его работ является проект Лего. Концентрационный лагерь, созданный в 1996 году.

### Другие проекты художника
- Что делает связная?  2005 — книга, соавтором которой является Дарек Фокс, касается событий Варшавского восстания, но её целью не является историческое повествование. Художников интересует, каким образом исторические события функционируют в коллективной памяти, как воспроизводятся современными СМИ, каким видам фабуляризации подвергаются и какие стереотипы включают. В книгу были добавлены фотокопии, в которых звезды кино на рубеже 1950—1960 годов предстают изображёнными на фоне военной разрухи. Это очередная попытка показать травматические чувства в искусственном, позитивном сценарии.
- Позитивы, 2002-2003 — цикл фотографий, показывающих трагические события: войну, концлагерь, трупы солдат. Проект имеет характер психотерапевтического эксперимента, художник ищет методы, как справиться с травматическим опытом[7].
- Мастера, 2003 — цикл, который возник как протест художника против отказа показать одну из его работ (Лего. Концентрационный лагерь) на Венецианском Биеннале в 1997 году. Куратор польской выставки Ян Станислав Войцеховский решил, что эта работа приведёт к международному скандалу и негативным образом скажется на польско-еврейских отношениях. После этого Либера принял решение не показывать никаких своих работ на Биеннале.
- Приборы для коррекции, 1989 — серия предметов произведений искусства, которые подразумевают издёвки над «западными» товарами, направленными на чрезмерную эстетизацию тела, и которые появились на польском рынке после падения коммунизма. Так возникли «Можешь побрить дедушку» (Możesz ogolić dzidziusia) как форма супер-игрушки-куклы, которой можно побрить заросшие ноги, и «Universal Penis Expander», прибор в форме спортивного снаряда для удлинения пениса. Приборы для коррекции принесли Либере признание и способствовали приглашению художника на Венецианское Биеннале в 1997 году, но из-за скандала с руководством польской выставки в нём участия не принял.
- Как дрессировать девочек, 1987 — фильм показывает 4-летнюю девочку, которую поучает старшая женщина. Фильм поднимает тему навязывания обществом стереотипов[8]. Фильм стал популярным во второй половине 1990-х годов после выступлений американских феминисток.
- Интимные обряды, 1984 — фильм, в котором Либера выступает в роли опекуна собственной бабушки, Регины Г., которая, будучи уже больным человеком, не имела контактов с окружающей действительностью. Художник поднимает проблему опредмечивания тела, переходит границы интимности, вызывает чувство неловкости у зрителя, однако это также попытка конфирмации действительности, старости и смерти.

## Награды
2006 — Премия TVP Kultura за книгу Что делает связная? (соавтор Дарек Фокс)

## Произведения Либеры в художественных собраниях мира
- Уяздовский дворец в Варшаве
- Национальная галерея искусств «Zachęta» в Варшаве
- Музей им. Леона Вичулковського в Быдгоще
- Музей искусства в Лодзе
- Еврейский музей (Jewish Museum) в Нью-Йорке
- Дом истории (Haus der Geschichte) в Бонне